# Llista de boroughs i àrees censals d'Alaska

Divisió política d'Alaska: zones grogues son àrees censals dins del Borough No Organitzat, zones verdes són boroughs i zones blaves són ciutats-boroughs consolidades.

Alaska no es divideix en comtats com altres estats, sinó boroughs (etimològicament relacionat amb el vocable burg). Borough en alguns estats i províncies canadenques de l'est, així com al Regne Unit, a diferència del seu ús a Alaska, no es refereix a grans extensions de territori, sinó a ciutats petites o divisions de les grans ciutats.
Hi ha 19 boroughs organitzats (amb diferents denominacions); alguns són consolidacions de boroughs i ciutats antigues en un govern consolidat. Hi ha un anomentat Unorganized Borough (Borough No Organitzat) on tots els serveis locals fora de les ciutats incorporades es proporcionen directament l'estat d'Alaska. Per motius estadístics, el Borough No Organitzat es divideix en 10 àrees censals.

## Boroughs
| Nom (denominació)                                                                          | Codi FIPS                                 | Seu                                | Fundació | Notes | Població 2013 | km²     | Mapa                                                              | Web                                   |
| ------------------------------------------------------------------------------------------ | ----------------------------------------- | ---------------------------------- | -------- | --- | ------------- | ------- | ----------------------------------------------------------------- | ------------------------------------- |
| Aleutians East (borough) Illa Unimak                                                       | 013 Arxivat 2011-06-06 a Wayback Machine. | Sand Point                         | 1987     | El borough comprèn la part oriental de les illes Aleutianes. | 3.141         | 18.099  | mapa del borough Arxivat 2014-12-17 a Wayback Machine.            |                                       |
| Anchorage (municipalitat) Anchorage, ciutat més gran d'Alaska Casa en una zona residencial | 020Arxivat 2011-08-03 a Wayback Machine.  | Anchorage                          | 1964     | El borough del Greater Anchorage Area va ser creat el 1964. Es va consolidar amb la ciutat d'Anchorage el 1975 per crear la municipalitat d'Anchorage (Municipality of Anchorage), el nom legal de la ciutat-borough consolidada.                      | 300.950       | 4.395   | mapa de la municipalitat Arxivat 2012-04-25 a Wayback Machine.    |                                       |
| Bristol Bay (borough) Hidroavions a King Salmon                                            | 060Arxivat 2011-06-06 a Wayback Machine.  | Naknek                             | 1962     | El nom ve de la badia de Bristol al oeste del mar de Bering. | 960           | 1.308   | mapa del borough Arxivat 2014-12-17 a Wayback Machine.            |                                       |
| Denali (borough) Estació turística situada al borough                                      | 068Arxivat 2011-06-06 a Wayback Machine.  | Healy                              | 1990     | Denali és el nom nadiu del mont McKinley situat al borough. | 1.867         | 33.022  | mapa del borough Arxivat 2014-12-17 a Wayback Machine.            |                                       |
| Fairbanks North Star (borough) Aurora polar sobre base aèria Eielson                       | 090Arxivat 2011-06-29 a Wayback Machine.  | Fairbanks                          | 1964     | El borough porta el nom de la seu, així com de l'Estel del Nord, un nom triat per escolars en un concurs. | 100.436       | 19.078  | mapa del borough Arxivat 2014-12-17 a Wayback Machine.            |                                       |
| Haines (borough) Vista de Haines Cases situades a Haines                                   | 100Arxivat 2011-06-06 a Wayback Machine.  | Haines                             | 1968     | El borough de Haines, incorporat el 1968, es va fusionar amb la ciutat de Haines el 2002. Tot i que el municipi actual resulta d'una consolidació, confusament segueix sent un borough no unificat (non-unified) i encara es diu el borough de Haines. | 2.592         | 6.071   | mapa del borough Arxivat 2014-12-18 a Wayback Machine.            |                                       |
| Juneau (ciutat i borough) Juneau, la capital d'Alaska                                      | 110 Arxivat 2015-09-05 a Wayback Machine. | Juneau                             | 1963     | El borough de Greater Juneau incorporat el 1963 es va fusionar amb la ciutat de Juneau el 1970 per crear l'actual ciutat-borough consolidada. | 32.660        | 7.034   | mapa de la ciutat i borough Arxivat 2014-12-17 a Wayback Machine. |                                       |
| Kenai Peninsula (borough) Marató a Seward                                                  | 122Arxivat 2011-06-29 a Wayback Machine.  | Soldotna                           | 1964     | El nom ve de la península de Kenai. | 57.147        | 41.473  | mapa del borough Arxivat 2014-12-17 a Wayback Machine.            |                                       |
| Ketchikan Gateway (borough) Creuers atracats a Ketchikan                                   | 130 Arxivat 2014-10-23 a Wayback Machine. | Ketchikan                          | 1963     | El nom del borough inclou el nom de la seva seu i refereix a la seva situació com la primera parada a Alaska des del Canadà a la xarxa de ferris. | 13.729        | 12.536  | mapa del borough Arxivat 2014-12-17 a Wayback Machine.            |                                       |
| Kodiak Island (borough) Kodiak vist de muntanya Pillar                                     | 150Arxivat 2011-06-06 a Wayback Machine.  | Kodiak                             | 1963     | Se centra el borough a l'illa Kodiak | 14.135        | 16.990  | mapa del borough Arxivat 2014-12-17 a Wayback Machine.            |                                       |
| Lake and Peninsula (borough) Mont Aniakchak Parc Nacional del Llac Clark                   | 164Arxivat 2011-06-06 a Wayback Machine.  | King Salmon                        | 1989     | El nom del borough es refereix a la península d'Alaska i la gran quantitat de llacs dins les seves fronteres. La seva seu King Salmon es troba fora de les seves fronteres al borough de Bristol Bay. Newhalen és la ciutat més gran dins del borough. | 1.648         | 61.595  | mapa del borough Arxivat 2014-12-17 a Wayback Machine.            |                                       |
| Matanuska-Susitna (borough) Riu Matanuska a la tardor                                      | 170Arxivat 2011-06-06 a Wayback Machine.  | Palmer                             | 1964     | El borough va ser anomenat per la vall formada pels rius Matanuska i Sustina. Es diu sovint Mat-su, el sobrenom de la vall. | 95.192        | 63.926  | mapa del borough Arxivat 2014-12-17 a Wayback Machine.            |                                       |
| North Slope (borough) Barrow, poble més al nord del país                                   | 185Arxivat 2011-06-06 a Wayback Machine.  | Barrow                             | 1972     | El nom es refereix al vessant nord de la serralada Brooks. | 9.686         | 230.035 | mapa del borough Arxivat 2014-10-23 a Wayback Machine.            | Arxivat 2017-09-29 a Wayback Machine. |
| Northwest Arctic (borough) Riu Kobuk                                                       | 188Arxivat 2011-07-31 a Wayback Machine.  | Kotzebue                           | 1986     | El borough va ser creat el 1986 amb la finalitat de ser coextensiu amb NANA, una de les 13 corporacions regionals dels natius d'Alaska. | 7.685         | 92.975  | mapa del borough Arxivat 2014-12-17 a Wayback Machine.            |                                       |
| Petersburg (borough) Tradicions noruegues a Petersburg                                     | 195 Arxivat 2011-10-19 a Wayback Machine. | Petersburg                         | 2013     | Encara que es va dissoldre la ciutat de Petersburg quan es va crear el borough el 2013, no és una ciutat-borough consolidada com que la petita ciutat incorporada de Kupreanof forma part del borough.                                                 | 3.203         | 9.917   | mapa del borough Arxivat 2016-03-03 a Wayback Machine.            |                                       |
| Sitka (ciutat i borough) Sitka, capital russa d'Alaska                                     | 220 Arxivat 2014-08-09 a Wayback Machine. | Sitka                              | 1963     | El borough de Greater Sitka va ser creat el 1963; es va consolidar amb la ciutat de Sitka per formar la ciutat-borough consolidada actual el 1971. | 9.020         | 7.444   | mapa de la ciutat i borough Arxivat 2014-12-17 a Wayback Machine. |                                       |
| Skagway (municipalitat) Zona històrica de Skagway                                          | 230 Arxivat 2011-10-19 a Wayback Machine. | Skagway                            | 2007     | El nom del borough és oficialment la municipalitat de Skagway (Municipality of Skagway); no obstant això, no és una ciutat-borough consolidada. | 995           | 1.171   | mapa de la municipalitat Arxivat 2014-12-17 a Wayback Machine.    |                                       |
| Unorganized (borough) Allakaket, petit poble a l'interior Hospital situat a Bethel         | -                                         | Cap; Bethel és la ciutat més gran. | 1961     | Una entitat jurídica creada sota la Llei dels boroughs (Borough Act) de 1961, el Borough No Organitzat (Unorganized Borough) inclou tot el territori d'Alaska no inclòs dins d'un borough organitzat.                                                  | 78.149        | 837.706 |                                                                   |                                       |
| Wrangell (ciutat i borough) Wrangell (Alaska)                                              | 275 Arxivat 2011-10-19 a Wayback Machine. | Wrangell                           | 2008     | El borough se centra a l'illa Wrangell dins de l'arxipèlag Alexander. | 2.400         | 6.656   | mapa de la ciutat i borough Arxivat 2014-12-18 a Wayback Machine. |                                       |
| Yakutat (ciutat i borough) Badia de Yakutat                                                | 282Arxivat 2011-08-13 a Wayback Machine.  | Yakutat                            | 1992     | La seu del borough és situada a la badia de Yakutat. Malgrat el seu nom, Yakutat segueix sent un borough no unificat (non-unified) sota les lleis d'Alaska.                                                                                            | 642           | 19.813  | mapa de la ciutat i borough Arxivat 2014-12-18 a Wayback Machine. | Arxivat 2007-06-30 a Wayback Machine. |

## Àrees censals
El Unorganized Borough (Borough No Organitzat) es compon de tots els territoris no inclosos dins d'un borough organitzat. Es divideix en àrees censals per a fins estadístics. Aquestes àrees tenen cap propòsit governamental, tot i que hi ha llocs incorporats dins del Borough No Organitzat. La ciutat més gran del territori és Bethel.
| Nom                                                        | Codi FIPS                                 | Ciutat més gran | Notes | Població 2013 | km²     | Mapa                                                        | Web de la ciutat més gran                                         |
| ---------------------------------------------------------- | ----------------------------------------- | --------------- | --- | ------------- | ------- | ----------------------------------------------------------- | ----------------------------------------------------------------- |
| Aleutians West Església ortodoxa russa a Unalaska          | 016 Arxivat 2011-06-06 a Wayback Machine. | Unalaska        | L'àrea comprèn la part occidental de les illes Aleutianes. | 5.511         | 11.388  | mapa de l'àrea censal Arxivat 2014-12-18 a Wayback Machine. |                                                                   |
| Bethel Illa St. Matthew a l'estret de Bering               | 050 Arxivat 2014-04-13 a Wayback Machine. | Bethel          | La zona deu el seu nom a la seva ciutat més gran. | 17.758        | 105.239 | mapa de l'àrea censal Arxivat 2014-12-18 a Wayback Machine. |                                                                   |
| Dillingham Refugi de Fauna Salvatge Togiak                 | 070 Arxivat 2014-08-09 a Wayback Machine. | Dillingham      | Dillingham és el major assentament d'aquesta àrea censal. | 5.010         | 48.368  | mapa de l'àrea censal Arxivat 2014-12-17 a Wayback Machine. |                                                                   |
| Hoonah-Angoon Port interior de Hoonah                      | 105 Arxivat 2014-07-31 a Wayback Machine. | Hoonah          | Les ciutats de Hoonah i Angoon són, amb molt, les ciutats més grans de l'àrea censal. | 2.145         | 19.280  | mapa de l'àrea censal Arxivat 2014-12-17 a Wayback Machine. | web no oficial                                                    |
| Nome Carrera Iditarod a Nome                               | 180 Arxivat 2014-05-19 a Wayback Machine. | Nome            | La ciutat de Nome domina l'àrea censal. | 9.892         | 59.572  | mapa de l'àrea censal Arxivat 2014-12-17 a Wayback Machine. |                                                                   |
| Prince of Wales-Hyder Frontera entre el Canadà i Hyder     | 198 Arxivat 2015-09-05 a Wayback Machine. | Craig           | Reb el seu nom de l'iIlla del Príncep de Gal·les i la localitat de Hyder, situat en un enclavament aïllat de l'àrea censal al llarg de la frontera canadenca. | 5.786         | 9.738   | mapa de l'àrea censal Arxivat 2014-12-17 a Wayback Machine. |                                                                   |
| Southeast Fairbanks Records de la febre de l'or a Chicken. | 240 Arxivat 2014-05-19 a Wayback Machine. | Deltana         | L'àrea censa es troba al sud-est de la ciutat de Fairbanks. | 6.985         | 64.268  | mapa de l'àrea censal Arxivat 2014-12-17 a Wayback Machine. | web de la ciutat de Delta Junction                                |
| Valdez-Cordova Estret del Príncep Guillem                  | 261 Arxivat 2014-05-19 a Wayback Machine. | Valdez          | L'àrea censal inclou les ciutats de Valdez i Cordova als voltants de l'estret del Príncep Guillem. | 9.763         | 88.886  | mapa de l'àrea censal Arxivat 2014-12-17 a Wayback Machine. | Arxivat 2011-05-01 a Wayback Machine.                             |
| Wade Hampton Hooper Bay Mar de Bering al sud de Hooper Bay | 270 Arxivat 2014-05-19 a Wayback Machine. | Hooper Bay      | Un jutge territorial d'Alaska el 1913 va anomenar un nou districte d'inscripció de títols de propietat en honor del seu sogre Wade Hampton III qui va servir com oficial de la cavalleria dels Estats Confederats durant la Guerra Civil. Aquest districte és gairebé la mateixa extensió que l'àrea censal establert el 1970. | 7.977         | 44.532  | mapa de l'àrea censal Arxivat 2014-12-17 a Wayback Machine. | Arxivat 2014-12-17 a Wayback Machine. web de la Hooper Bay School |
| Yukon-Koyukuk Riu Yukon                                    | 290 Arxivat 2014-05-19 a Wayback Machine. | Galena          | L'àrea censal rep el seu nom del riu Yukon i la ciutat de Koyukuk. | 5.695         | 377.879 | mapa de l'àrea censal Arxivat 2014-12-18 a Wayback Machine. |                                                                   |